# لیک استیونز (واشینگتن)
لیک استیونز (به انگلیسی: Lake Stevens) شهری در شهرستان اسنوهومیش ایالت واشنگتن است که در سرشماری سال ۲۰۱۰ میلادی، ۲۸۰۶۹ نفر جمعیت داشته است.